# Dolneni
Dolneni az azonos nevű község székhelye Észak-Macedóniában.

## Népesség
Dolneninek 2002-ben 375 lakosa volt, melyből 374 macedón, 1 egyéb.
Dolneni községnek 2002-ben 13 568 lakosa volt, melyből 4 871 macedón (35,9%), 3 616 albán (26,7%), 2 597 török (19,1%), 2 380 bosnyák (17,5%), 738 egyéb.

## A községhez tartozó települések
- Dolneni
- Belo Pole (Dolneni)
- Brailovo
- Vrancse
- Gorno Szelo (Dolneni)
- Gosztirazsni
- Dabjani
- Debreste
- Deszovo
- Dolgaec
- Drenovci (Dolneni)
- Dupjacsani
- Zsabjani
- Zsitose
- Zabrcsani
- Zapolzsani
- Zrze
- Kosztinci
- Kosino
- Kutlesevo
- Lazsani (Dolneni)
- Lokveni
- Malo Mramorani
- Margari
- Nebregovo
- Novoszelani (Dolneni)
- Pestalevo
- Rilevo
- Ropotovo (Dolneni)
- Szarandinovo
- Szekirci
- Szenokosz (Dolneni)
- Szlepcse (Dolneni)
- Szlivje (Dolneni)
- Szredorek (Dolneni)
- Sztrovija
- Crniliste